# زابولوتیه
زابولوتیه (به لاتین: Zabolotye) یک منطقهٔ مسکونی در روسیه است که در استان آرخانگلسک واقع شده‌است.